# Адміністративний поділ Молдавської РСР на 1 січня 1941 року
Молдавська РСР станом на 1 січня 1941 року ділилася на повіти, райони та міста республіканського підпорядкування:
- кількість повітів — 6
- кількість районів — 58
- кількість сільрад — 1132
- кількість міст — 14, з них міст республіканського підпорядкування — 4
- кількість селищ — 11
- столиця Молдавської РСР — місто Кишинів

Райони республіканського підпорядкування
- Григоріопольський (11 сільрад, центр — смт. Григоріополь)
- Дубоссарський (18 сільрад, центр — смт. Дубоссари)
- Кам'янський (13 сільрад, центр — смт. Кам'янка)
- Рибницький (22 сільради, центр — місто Рибниця)
- Слободзейський (8 сільрад, центр — село Слободзея)
- Тираспольський (13 сільрад, центр — місто Тирасполь)

Міські поселення республіканського підпорядкування
- Бєльці
- Бендери
- Кишинів
- Тираспіль

Повіти
- Бєльцький
  - Бєльцький район (32 сільради, центр — місто Бєльці)
  - Болотинський район (23 сільради, центр — село Балатіна)
  - Братушанський район (28 сільрад, центр — село Братушани)
  - Бричанський район (16 сільрад, центр — смт Бричани)
  - Глоденський район (20 сільрад, центр — село Глодяни)
  - Єдинецький район (16 сільрад, центр — смт Єдинці)
  - Кишкаренський район (29 сільрад, центр — село Кишкарени)
  - Корнештський район (29 сільрад, центр — село Корнешти)
  - Липканський район (19 сільрад, центр — смт Липкани)
  - Ришканський район (31 сільрада, центр — смт Ришкани)
  - Скулянський район (25 сільрад, центр — село Скуляни)
  - Синжерейський район (33 сільради, центр — село Синжерея)
  - Унгенський район (28 сільрад, центр — місто Унгени)
  - Фалештський район (27 сільрад, центр — місто Фалешти)
- Бендерський
  - Бендерський район (20 сільрад, центр — місто Бендери)
  - Волонтирівський район (17 сільрад, центр — село Волінтір)
  - Каїнарський район (14 сільрад, центр — село Каїнари)
  - Каушенський район (18 сільрад, центр — село Каушани)
  - Комратський район (5 сільрад, центр — місто Комрат)
  - Романівський район (10 сільрад, центр — село Романівка)
  - Чимишлійський район (13 сільрад, центр — село Чимішлія)
- Кагульський
  - Баймаклійський район (16 сільрад, центр — село Баймаклія)
  - Вулканештський район (15 сільрад, центр — село Вулканешти)
  - Кагульський район (12 сільрад, центр — місто Кагул)
  - Конгазький район (11 сільрад, центр — село Конгаз)
  - Тараклійський район (4 сільради, центр — смт Тараклія)
  - Чадир-Лунзький район (9 сільрад, центр — село Чадир-Лунга)
- Кишинівський
  - Будештський район (20 сільрад, центр — село Будешть)
  - Бужорський район (26 сільрад, центр — село Бужор)
  - Калараський район (22 сільради, центр — місто Келераш)
  - Кишинівський район (15 сільрад, центр — місто Кишинів)
  - Котовський район (28 сільрад, центр — смт Котовське)
  - Леовський район (15 сільрад, центр — місто Леова)
  - Ніспоренський район (28 сільрад, центр — село Ніспорени)
  - Страшенський район (22 сільради, центр — село Страшени)
- Оргеєвський
  - Бравіцький район (17 сільрад, центр — село Бравіча)
  - Кіперченський район (21 сільрада, центр — село Кіперчень)
  - Кріуленський район (13 сільрад, центр — смт Криуляни)
  - Оргіївський район (26 сільрад, центр — місто Оргіїв)
  - Респопенський район (15 сільрад, центр — село Респопень)
  - Резинський район (22 сільради, центр — місто Резина)
  - Сусленський район (18 сільрад, центр — село Суслень)
  - Теленештський район (21 сільрада, центр — смт Теленешти)
- Сороцький
  - Атакський район (25 сільрад, центр — село Атаки)
  - Вертюженський район (22 сільради, центр — село Вертюжень)
  - Дрокійський район (19 сільрад, центр — село Надушита)
  - Згурицький район (26 сільрад, центр — село Згуриця)
  - Котюжанський район (22 сільради, центр — село Котюженій-Марі)
  - Окницький район (16 сільрад, центр — село Окниця)
  - Сороцький район (21 сільрада, центр — місто Сороки)
  - Тирнівський район (16 сільрад, центр — село Тирнова)
  - Флорештський район (31 сільрада, центр — село Флорешти)